# Lars Norberg (politiker)
Lars Arvid Norberg, född 21 december 1924 i Norra Kyrketorps församling, Skaraborgs län, död 29 november 2014 i Söderköping (Sankt Anna), Östergötlands län, var en svensk civilingenjör och miljöpartistisk politiker.

## Biografi
Norberg tog civilingenjörsexamen på Kungliga Tekniska Högskolan i Stockholm och började sedan arbeta på AB de Lavals Ångturbin i Nacka under ledning av den tidens ledande ångtekniker Ingvar Jung. Företaget slogs 1959 samman med Svenska Turbinfabriks AB Ljungström i Finspång och verkade efter 1962 under namnet STAL-LAVAL Turbin AB. Norberg kom att lämna betydande bidrag till framgångsrika konstruktioner som Stal-Lavals AP-turbiner för stora fartyg (AP = Advanced Propulsion) och ångturbiner i nya storleksklasser för kärnkraftverk.
1970-talets teknikoptimism kom att förmörkas av framväxande miljöproblem och ökande medvetenhet om en icke uthållig förbrukning av ändliga naturresurser. Norberg gav uttryck för detta i sin 1976 utgivna En betraktelse på domedagsafton som bottnade såväl i hans tekniska kunnande som i hans övertygelse om vad som var moraliskt rätt. Ytterligare uttalanden i en radiobetraktelse medförde att han avgick som teknisk direktör hos STAL-LAVAL den 1 oktober 1976, men var anställd ytterligare några år som överingenjör. Han var under denna tid även ledamot av 1976 års Energikommission som lämnade sitt slutbetänkande 1978. 1979 gav han ut en uppföljande bok Genom död till liv: en påskaftonsbetraktelse för ofromma som angav vägar och möjligheter till en mer hållbar utveckling. Han övergick senare till en anställning på Linköpings universitet som teknisk expert på tema teknik och social förändring.
Norberg, som tidigare varit aktiv inom såväl Centerpartiet som Moderaterna, kom nu att engagera sig i Miljöpartiet, och var mellan 1988 och 1991 riksdagsledamot för Östergötlands län. Samma tid var han ledamot av Näringsutskottet.